# Jane Barkman
Jane Louise Barkman (Bryn Mawr, 20 settembre 1951) è un'ex nuotatrice statunitense.

## Palmarès
Olimpiadi
- 3 medaglie:
  - 2 ori (staffetta 4x100 metri stile libero a Città del Messico 1968, staffetta 4x100 metri stile libero a Monaco di Baviera 1972)
  - 1 bronzo (200 metri stile libero a Città del Messico 1968).